# Berbeo
Berbeo, llamado Lengupá por los indígenas y San Fernando de Aguablanca durante la era virreinal, es un municipio colombiano ubicado en la Provincia de Lengupá, en el departamento de Boyacá.

## Toponimia

### Origen lingüístico[3]
- Familia lingüística: Afroasiática
- Lengua: Árabe

### Significado
Berbeo probablemente es variación de la expresión bérbero-bérberis, lo cuales se originan en la palabra de origen árabe barbaris que representa un arbusto espinoso de fruto rojo y ácido llamado berberidáceo y agrecejina. Quiza también esté relacionado con la voz latina barba, que significa "germinar lo que se cría, lo que crece".

### Origen / Motivación
El nombre del municipio fue puesto en honor a la memoria del Capitán General de los comuneros del Socorro, Juan Francisco Berbeo. El señor don Pablo Acosta había fundado en dirección al municipio de Pueblo Viejo una hacienda que denominó “Berbeo”.

### Nombres históricos
- San Fernando de Agua Blanca (1743-1913)

## Historia

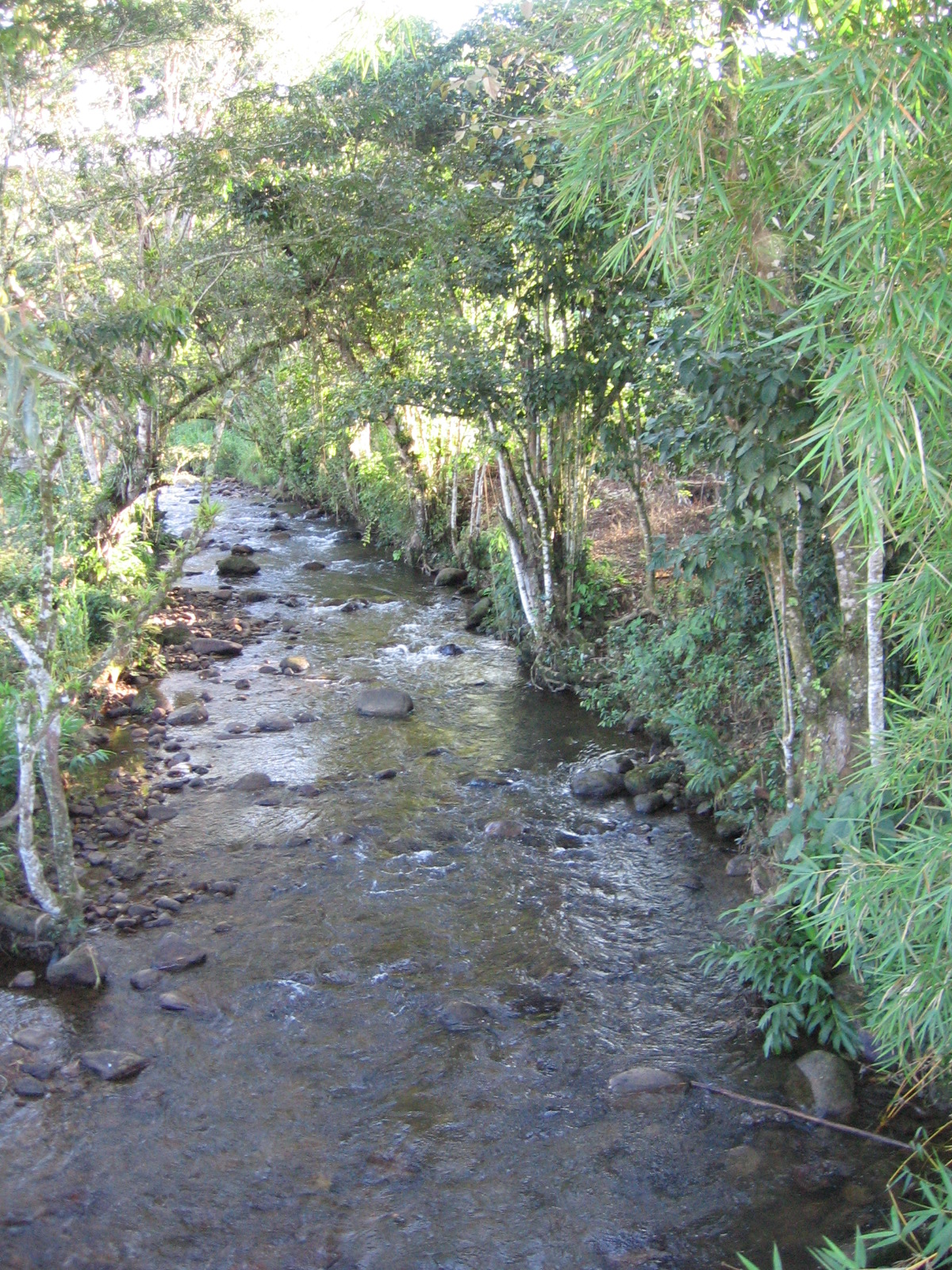
Quebrada Agua Blanca.

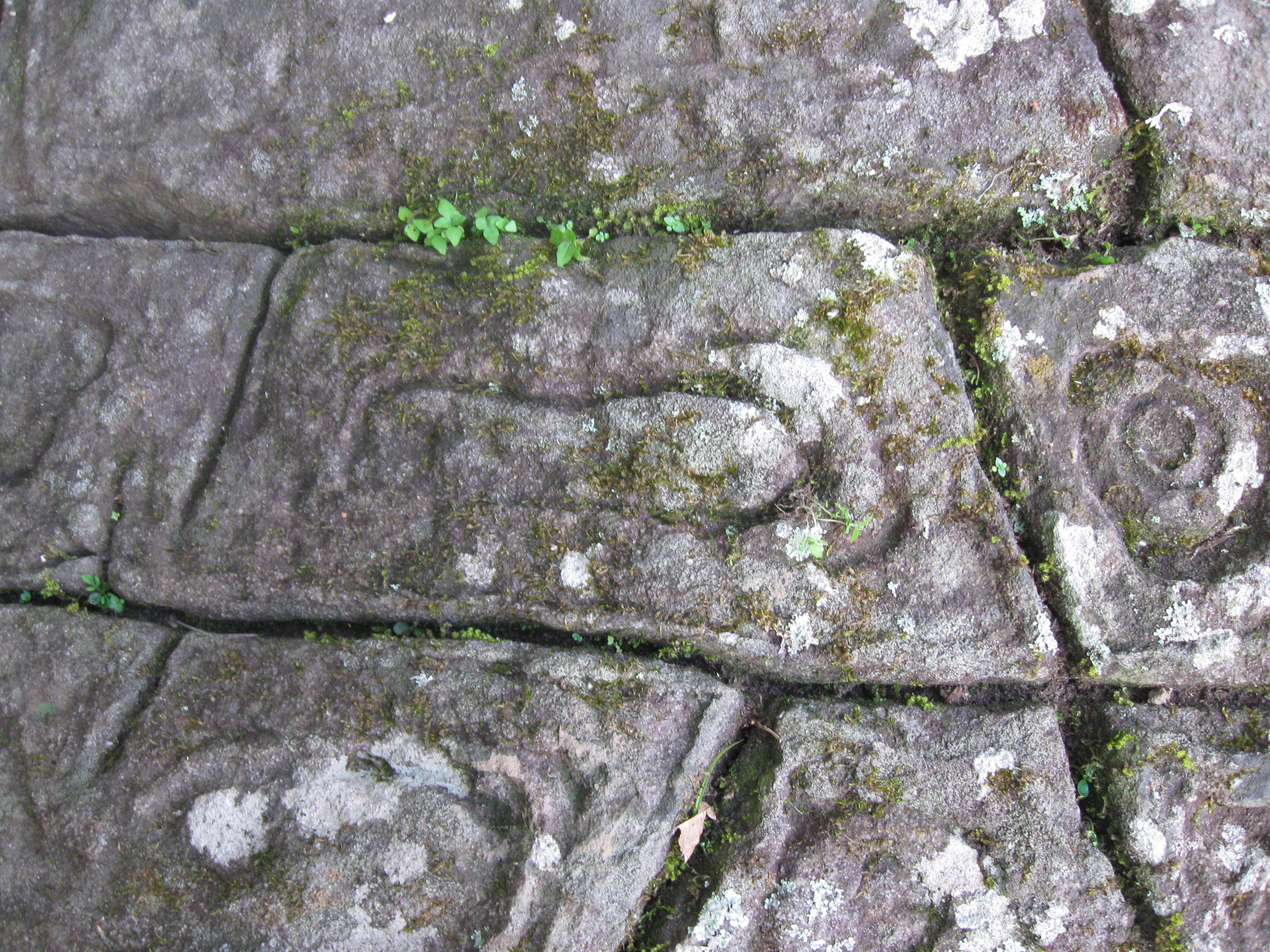
Detalle de petroglifos.

Cerca al sitio de la actual población de Berbeo existió San Fernando de Agua Blanca o Lengupá, fundado por los padres Jesuitas el 23 de abril de 1743, el cual subsistió como cabecera de municipio hasta 1835. En 1893, el caserío que daría lugar a la población actual recibió el nombre de Berbeo, nombre que antes había recibido la hacienda del señor Pablo Acosta, en honor del capitán comunero Juan Francisco Berbeo. Dicho nombre fue ratificando en la ordenanza número 28 de 1913 que dice al texto: Artículo 1º «Restablécese el municipio de San Fernando, en el corregimiento de Berbeo, de la extinguida provincia de Neira. Este municipio tendrá el nombre de Berbeo, en honor de don Juan Francisco Berbeo, superintendente y capitán General de los Comuneros del Socorro en 1781; tendrá por cabecera el caserío de Berbeo y se compondrá de las veredas de El Batatal, El Rodeo, Agua Blanca y Medios, que se agregan del municipio de Miraflores». El terreno del caserío que dio inicio formal a la población pertenecía a las señoras Dolores Castillo de Acosta y Josefina Acosta de Cárdenas, esposa e hija de don Pablo Acosta. El 9 de abril de 1913 fue erigido en municipio.

## Veredas
Berbeo se divide en nueve veredas:
- Batatal
- Bombita
- Centro Rural
- Guarumal
- Higuerón
- Jotas
- Medios
- Rodeo
- San Fernando

## Petroglifos

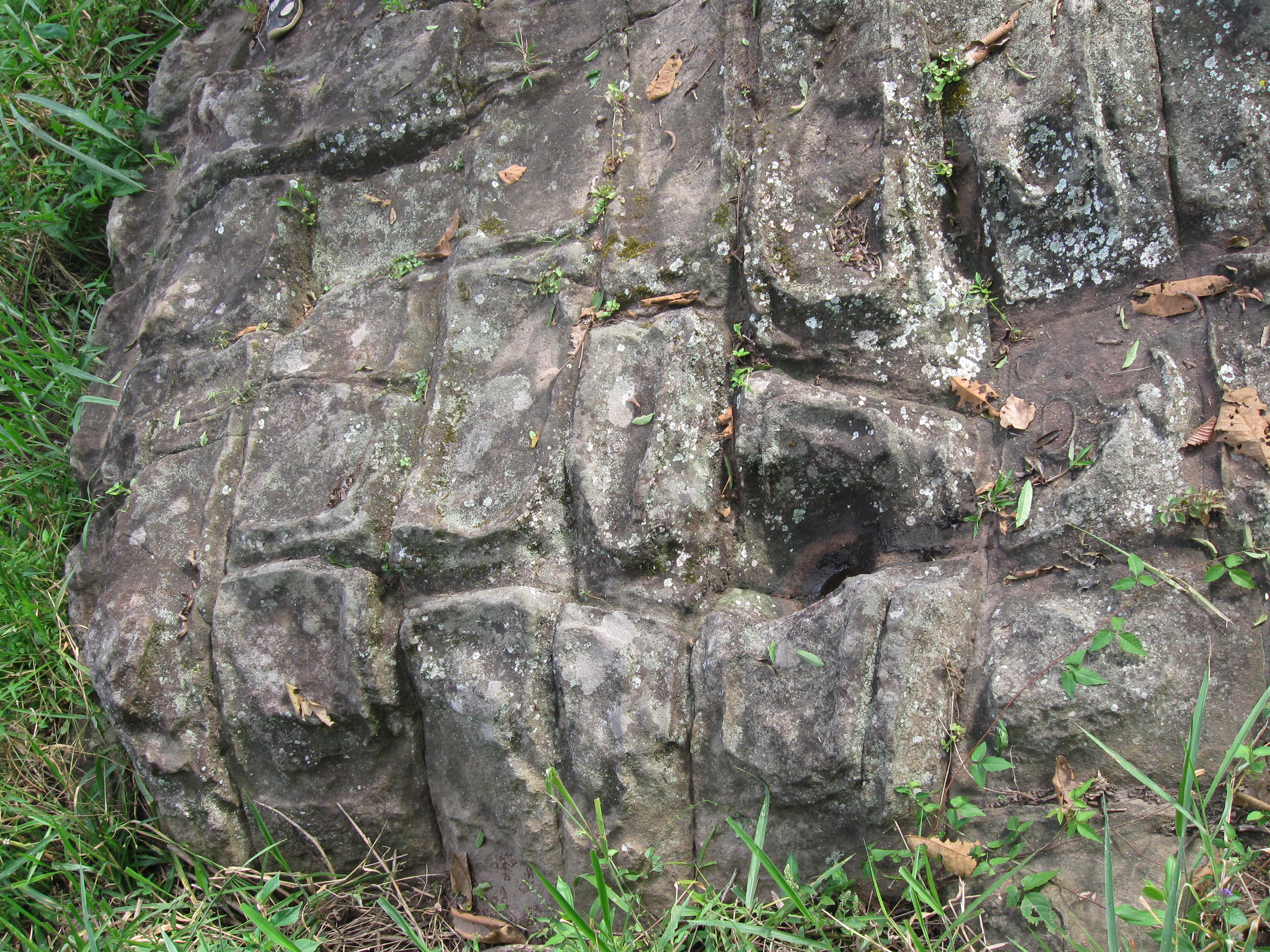
Piedra con petroglifos en Berbeo.

A 2 km del centro urbano existe un conjunto de piedras de posible origen indígena; los pobladores asocian estos tallados a los rituales de los teguas. Algunas de estas piedras están enterradas en la vegetación, y otras son parcialmente expuestas como las de las fotografías. Desafortunadamente aún no se han adelantado investigaciones amplias sobre estas inscripciones.